# Лебідеві криниці
Лебедеві криниці  — гідрологічна пам'ятка природи місцевого значення. Розташована на території Степанівської сільської ради Гайсинського району Вінницької області поблизу с. Карабелівка. Оголошена відповідно до рішення Вінницького облвиконкому від 29.08.1984 р. № 371. Охороняються джерела ґрунтової води добрих смакових якостей, які живлять струмок, що впадає в р. Кіблич — притоку р. Соб.